# May Henriquez

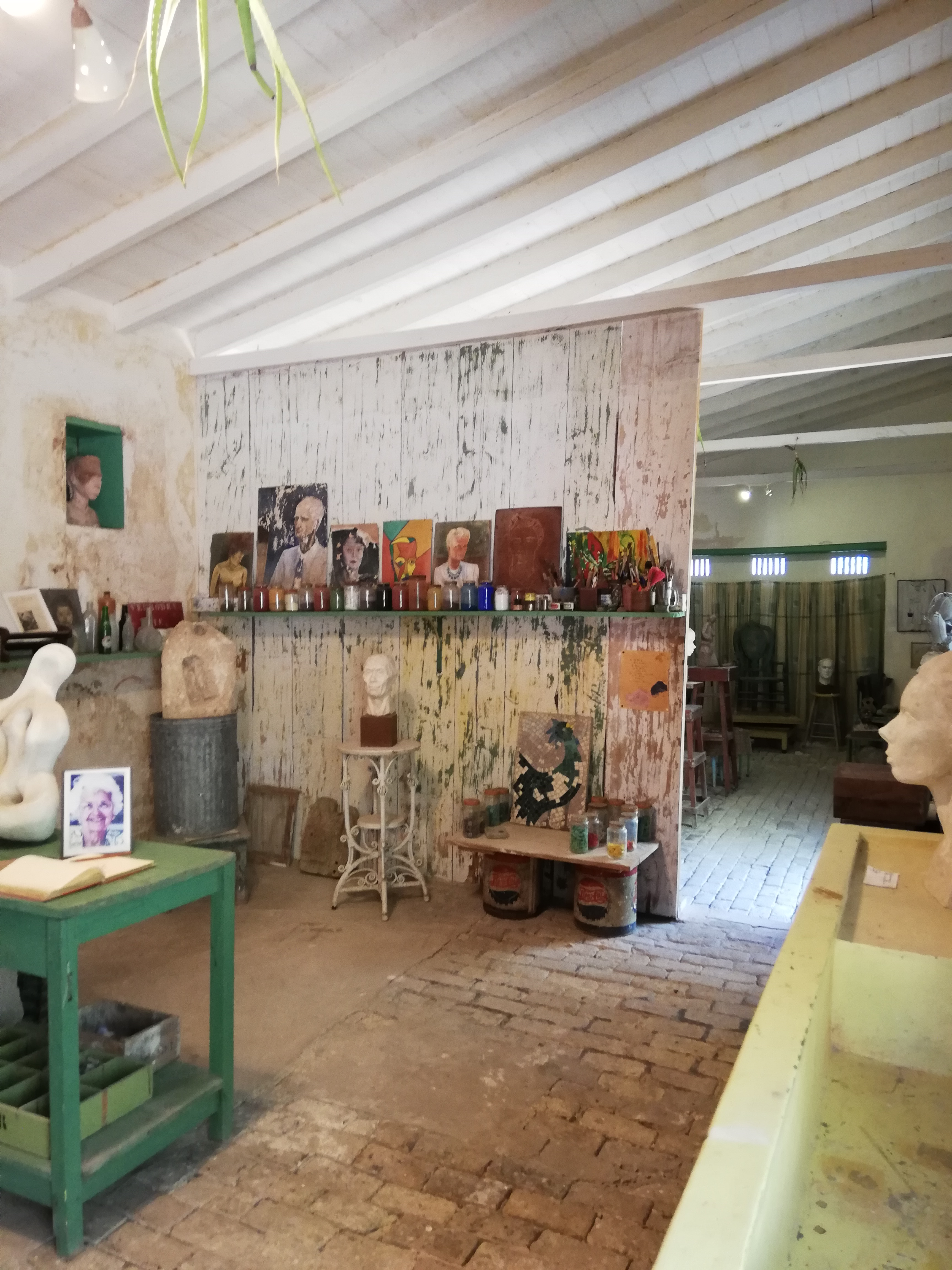
Das Atelier von May Henriquez auf dem Bloemhof (2020)

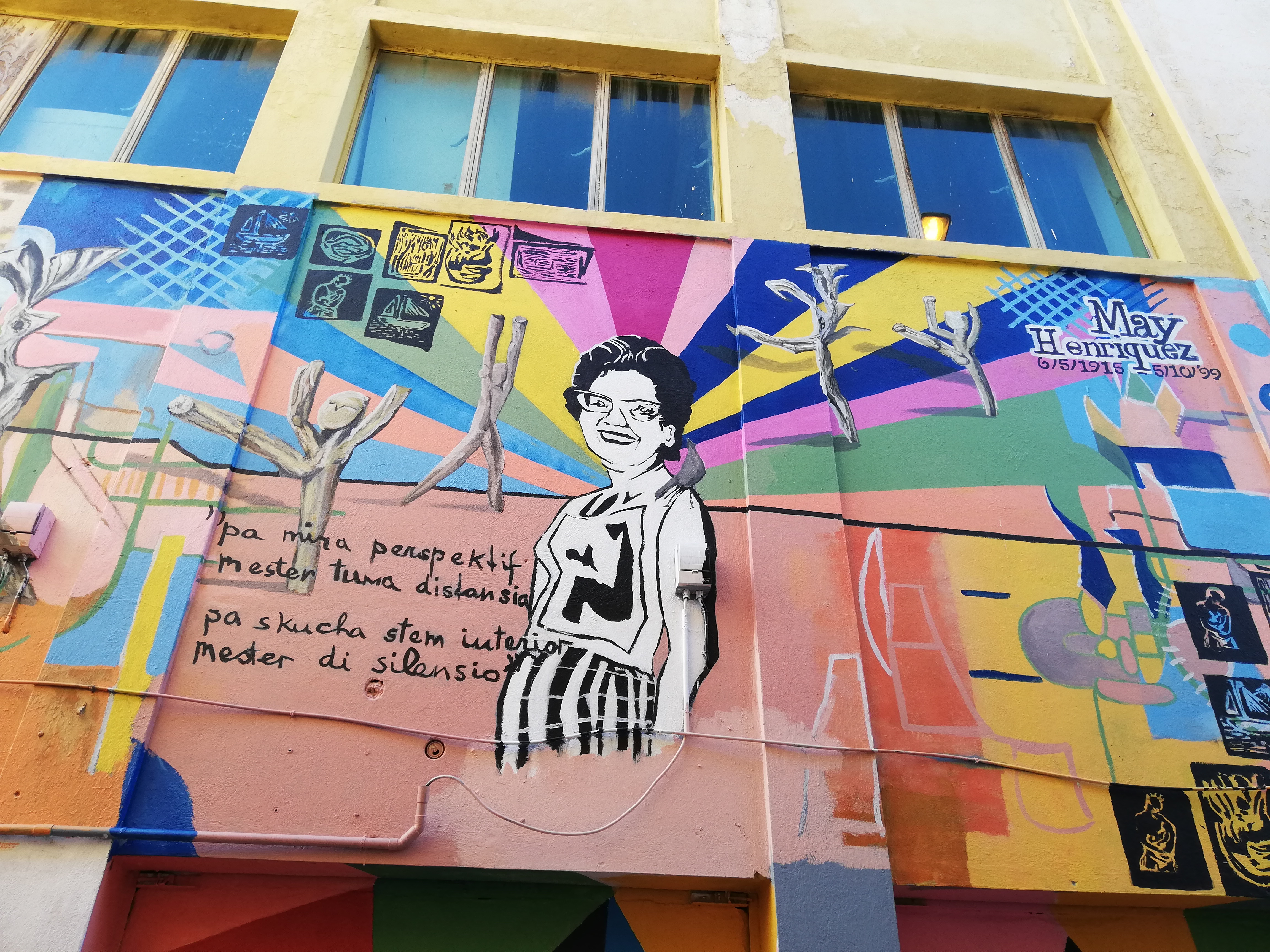
Wandmalerei in Willemstadt zur Ehrung von May Henriquez (2020)

May Henriquez (Geburtsname Mae Alvarez Correa; geboren 6. Mai 1915 in Willemstad, Curaçao; gestorben 5. Oktober 1999 ebenda) war eine niederländische Bildhauerin, Übersetzerin, Autorin und Bankierin aus Curaçao.

## Biographie
Mae Alvarez Correa, auch Shon Mae oder Shon May (Shon ist eine Höflichkeitsanrede auf Curaçao), wurde als jüngere von zwei Töchtern von Sarah Levy Maduro (1889–1972) und des Bankiers Joseph Alvarez Correa (1881–1967) geboren. Die Familie war wohlhabend und lebte im jüdischen Viertel Scharloo in Willemstad. Ihr Vater Shon Jojo war Mitbegründer der Familienbank Maduro Bank und deren Hauptaktionär. Shon May besuchte eine öffentliche Schule und erhielt zusätzlich Privatunterricht von einem Pastor in Philosophie, Literatur, Religion und Malerei, eine englische Gouvernante unterrichtete sie in Englisch. In der Familie wurde Papiamentu gesprochen. Im Alter von 20 Jahren heiratete sie den Bergbauingenieur Max Frederic Cohen Henriquez (1909–1995), der in einer Shell-Raffinerie in Venezuela beschäftigt war. Sie zogen in das Landhaus Bloemhof und bekamen zwei Töchter.
Während des Zweiten Weltkriegs begann May Henriquez, sich für Kunst und Kultur zu interessieren. Sie wurde Mitglied einer Gruppe um das Künstlerpaar Chris Engels und Lucilla Engels-Boskaljon. Als ihr Mann 1947 wegen seiner Arbeit nach Caracas zog, besuchte sie Kurse des spanischen Bildhauers Julio Maragall, der in Caracas lebte. Während eines Aufenthaltes 1949 in Paris nahm sie bei Ossip Zadkine Unterricht in Bildhauerei; jährlich reiste sie ab nun für einen Monat nach Paris zu Zadkine, mit dem sie sich angefreundet hatte und durch den sie Kontakt zu dortigen Künstlerkreisen erhielt. In ihrem Landhaus Bloemhof richtete sie ein Atelier ein, das sich zu einem Treffpunkt für einheimische und ausländische Künstler wie Corneille und Charles Eyck entwickelte.
1952 begann May Henriquez, als Übersetzerin zu arbeiten. Für den niederländischen Regisseur Paul Storm übersetzte sie Repertoirestücke aus der westlichen Tradition ins Papiamento und passte sie den lokalen Gegebenheiten an, so etwa Molières Der Arzt wider Willen (1953) und Shaws Pygmalion (1954).
1950 war Henriquez Mitbegründerin der Stichting Wetenschappelijke Bibliotheek (heute Teil der Universiteit van Curaçao), sie wurde Mitglied des Beirats für kulturelle Zusammenarbeit (Sticusa) und Präsidentin des Kulturbeirats von Curaçao. Sie initiierte die Gründung des Theaters Centro Pro Arte (eröffnet 1968) und war 1967 Mitbegründerin der Theatergruppe Thalia auf Curaçao, die Originalwerke von Autoren aus Curaçao aufführte. Außerdem war sie Mitglied der Redaktion der soziokulturellen Zeitschrift Kristòf und Mitglied des Komishon Stadarisashon di Papiamentu. 1981 veröffentlichte sie eine Sammlung von Originalgeschichten der einheimischen mündlichen Tradition. Zusammen mit dem Dichter Pierre Lauffer und dem Linguisten Antoine Maduro veröffentlichte sie Ta asina o ta asana? Abla, uzu i kustumber sefardi (So oder so? Sprache, Sitten und Gebräuche der Sepharden) über spezifisch jüdische Merkmale im Papiamento (1988).
In späteren Jahren war May Henriquez in der Maduro & Curiels Bank tätig, die von ihrem Vater gegründet worden war. 1996 wurde sie Aufsichtsratsvorsitzende der Bank.
May Henriquez starb am 5. Oktober 1999 im Alter von 84 Jahren. Posthum erschien 2001 eine Sammlung von Gedichten mit Illustrationen von ihr: Liña, kolö i ritmo (Linie, Farbe und Rhythmus).

## Ehrungen und Erinnerungen
Für ihre kulturellen Aktivitäten wurde May Henriquez in Curaçao mit den Auszeichnungen Chapi di plata (Silberne Ferse) und Mangusá cultural und in den Niederlanden 1961 mit der Zilveren anjer (Silberne Nelke) geehrt. Sie war außerdem Ritterin (1965) und Offizierin (1985) im Orden von Oranien-Nassau. Auf der jährlichen Frauenkonferenz in Willemstad wurde sie 2017 wegen ihrer Bedeutung für die Entwicklung des Papiamentu als eine der „herausragenden Frauen“ des Landes geehrt. Das Landhuis Bloemhof dient als Kulturzentrum.